# Tramway de Wellington
Le tramway de Wellington est l'ancien réseau de tramway de la ville de Wellington, capitale de la Nouvelle-Zélande. Actif de 1878 à 1964, il a comporté jusqu'à quatorze lignes pour 52 kilomètres de voies. Ce tramway a progressivement été remplacé par un réseau de trolleybus.

## Historique

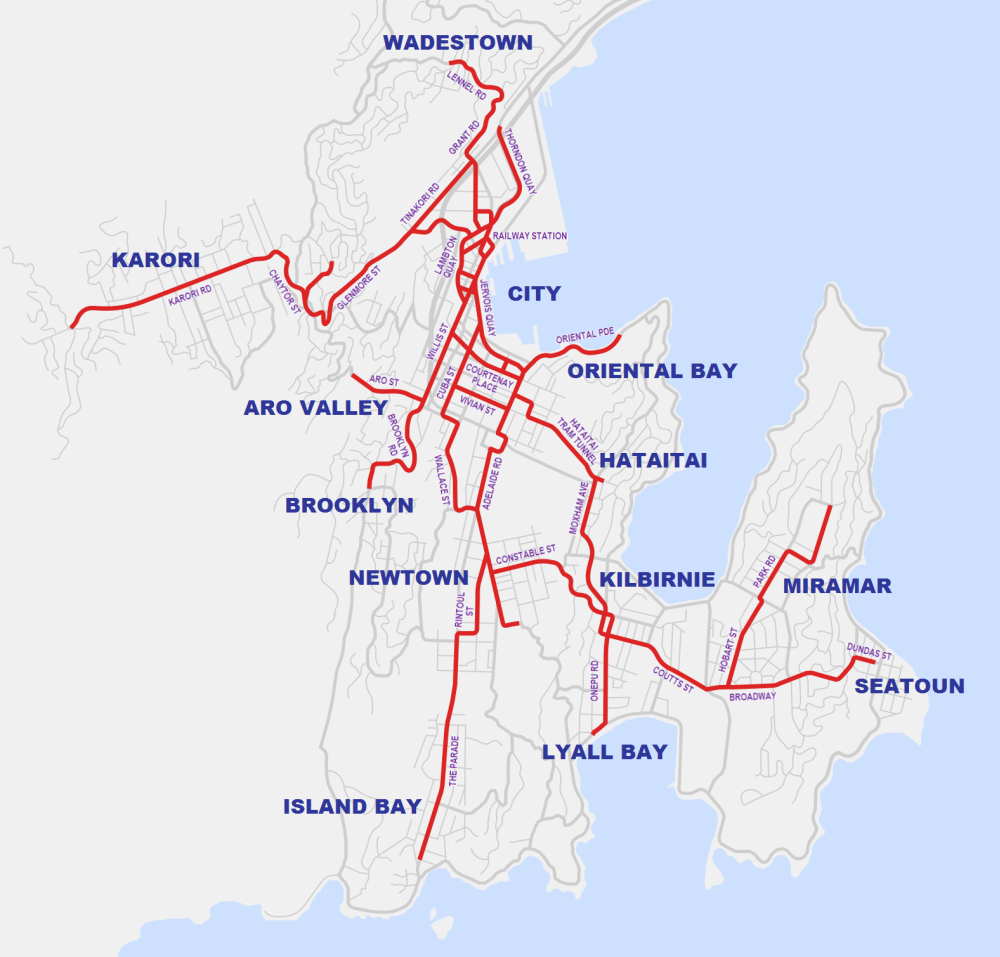
Réseau du tramway à son maximum d'extension.